# Amile-Ursule Guillebaud
Pour les articles homonymes, voir Guillebaud.
Amile-Ursule Guillebaud est une artiste peintre suisse, née à Genève le 4 octobre 1800 et morte dans la même ville le 14 février 1886. Élève de Joseph Hornung, elle expose entre 1828 et 1845 des scènes de genre et des portraits aux Salons artistiques tenus au musée Rath de Genève. 

## Biographie
Née le 4 octobre 1800 à Genève, Amile-Ursule Guillebaud est la fille aînée du menuisier Ami Guillebaud et de son épouse Ursula-Regula Spalinger, native de Berne. L'un de ses frères cadets, Jean-Pierre Guillebaud (de) (1805-1888), deviendra architecte à Genève.
La jeune femme étudie la peinture à Genève dans les années 1820 auprès de Joseph Hornung. Elle expose pour la première fois en 1828 au Salon de Genève, au musée Rath, en présentant une scène de genre, Une sœur de la charité. Elle exposera régulièrement ses oeuvres à cet événement artistique jusqu'en 1845. Elle participe aussi au Salon de Zurich en 1844.
Elle meurt à Genève le 14 février 1886.

## Œuvres

### Envois aux Salons de Genève

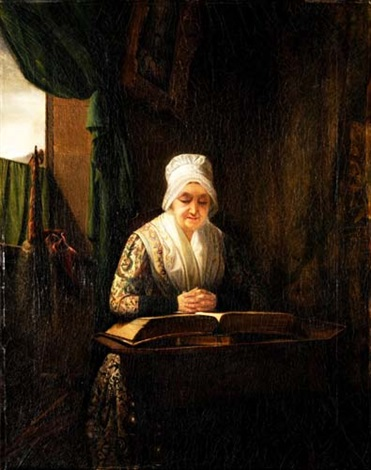
Intérieur avec une femme âgée lisant la Bible

Œuvres non localisées, sauf mention contraire.
- 1828 :
  - Une sœur de la charité (no 15)
- 1829 :
  - Odalisque regrettant son pays (no 78)
  - Portrait du Prince S*** (no 79)
  - Portrait de M. le Professeur B*** (no 80) — Portrait d'Henri Boissier, huile sur toile, 56 × 48 cm, propriété en 1943 de Robert Naville, de Genève[9],[10].
  - Portrait de M. V*** (no 81)
- 1832
  - Les Derniers Moments de sainte Thérèse[11] (no 61) — donné par l'artiste à Chateaubriand et à son épouse Céleste pour l'infirmerie Marie-Thérèse, fondée à Paris par cette dernière[12].
  - Portrait de M. le pasteur B. (no 62)
  - Portrait de M. G. (no 63)
- 1834
  - Les derniers devoirs d’une mère (no 104)
  - Un portrait (no 105)
- 1835
  - Portrait de M. K... (no 69)
  - Portrait de la jeune B... (no 70)
  - Le Retour du marché (no 71)
- 1837
  - Le Dimanche (no 70)
  - Tête d’étude (no 71)
  - Portrait de Mme M. (no 72)
- 1841
  - Un portrait (no 87)
- 1843
  - Un portrait (no 96)
  - Un portrait (no 97)
  - Le Grand-Père (no 98)
- 1845
  - Le Retour (no 67)

### Autres
- Portrait de l'artiste, assise à son chevalet, années 1840, huile sur toile, 68,2 × 55,9 cm, Northampton (Mass., États-Unis), Smith College Museum of Art, SC 2019.5[1].
- Intérieur avec une femme âgée lisant la Bible, huile sur toile, 70,5 × 55,5 cm, vendu aux enchères le 19 septembre 2008[13].